# Loewia submetallica
Loewia submetallica là một loài ruồi trong họ Tachinidae.